# Псалом 117

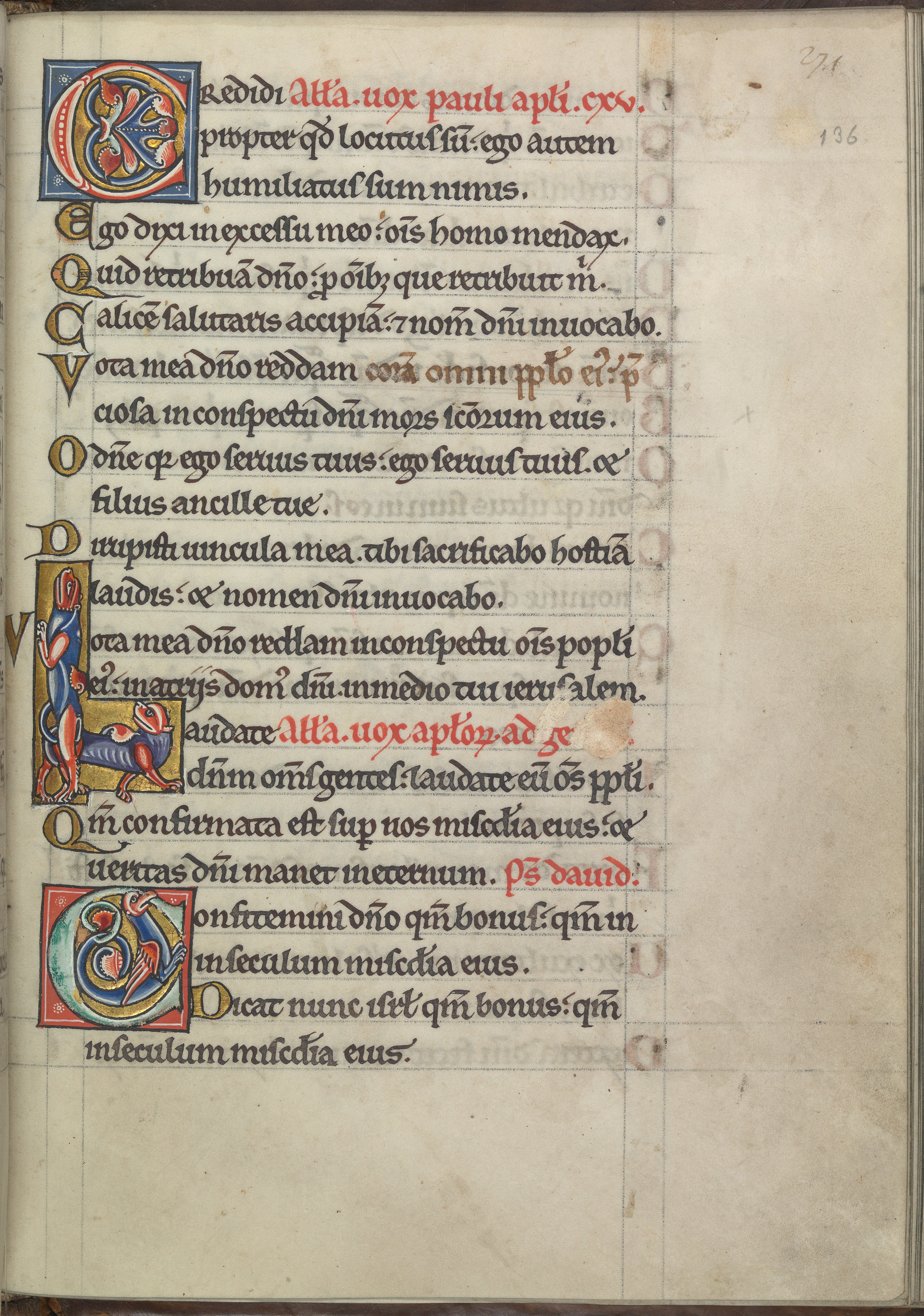
117-й псалом на листе из Псалтири Алиеоноры Аквитанской

Сто семна́дцатый псало́м — благодарственный 117-й псалом из книги Псалтирь (в масоретской нумерации — 118-й). Известен по латинскому инципиту Confitemini Domino, «Исповѣдайтеся Господеви». Замыкает группу Галеля (в иудаизме) или Аллилуйных (в христианстве), состоящую из псалмов 112—117. Поскольку псалмы начинаются и оканчиваются словом «аллилуйя», то в христианстве и иудаизме группы псалмов 112—117 и 145—150 часто путают между собой, называя «аллилуйными», поэтому для различения группа 112—117 названа «пасхальной», а 145—150 — «хвалебной».
Псалмы 112—117 написаны специально для праздника Ханука, в продолжение восьми дней которого читают целиком и поныне.
Существует предположение, что псалом был написан к празднику кущей, возможно даже к первому его празднованию после возвращения из вавилонского пленения. Основанием для предположения служит сам текст псалма, в котором Бога славят за восстановление Своего народа вопреки усилиям других народов. От 19-го стиха и далее в псалме фигурирует праздничная процессия, следующая для жертвоприношения и прославления Бога.
В христианской традиции 117-й псалом также относится к «мессианским» псалмам, то есть ясно указующим на Христа. Существует также предположение, что этот гимн в качестве прощального исполняли Христос с учениками после Тайной вечери на пути в Гефсиманский сад и затем Голгофу (Мф. 26:30).
Стих 117:8 считается центральным стихом в Библии (по расположению).

## Толкование

### Христианская традиция

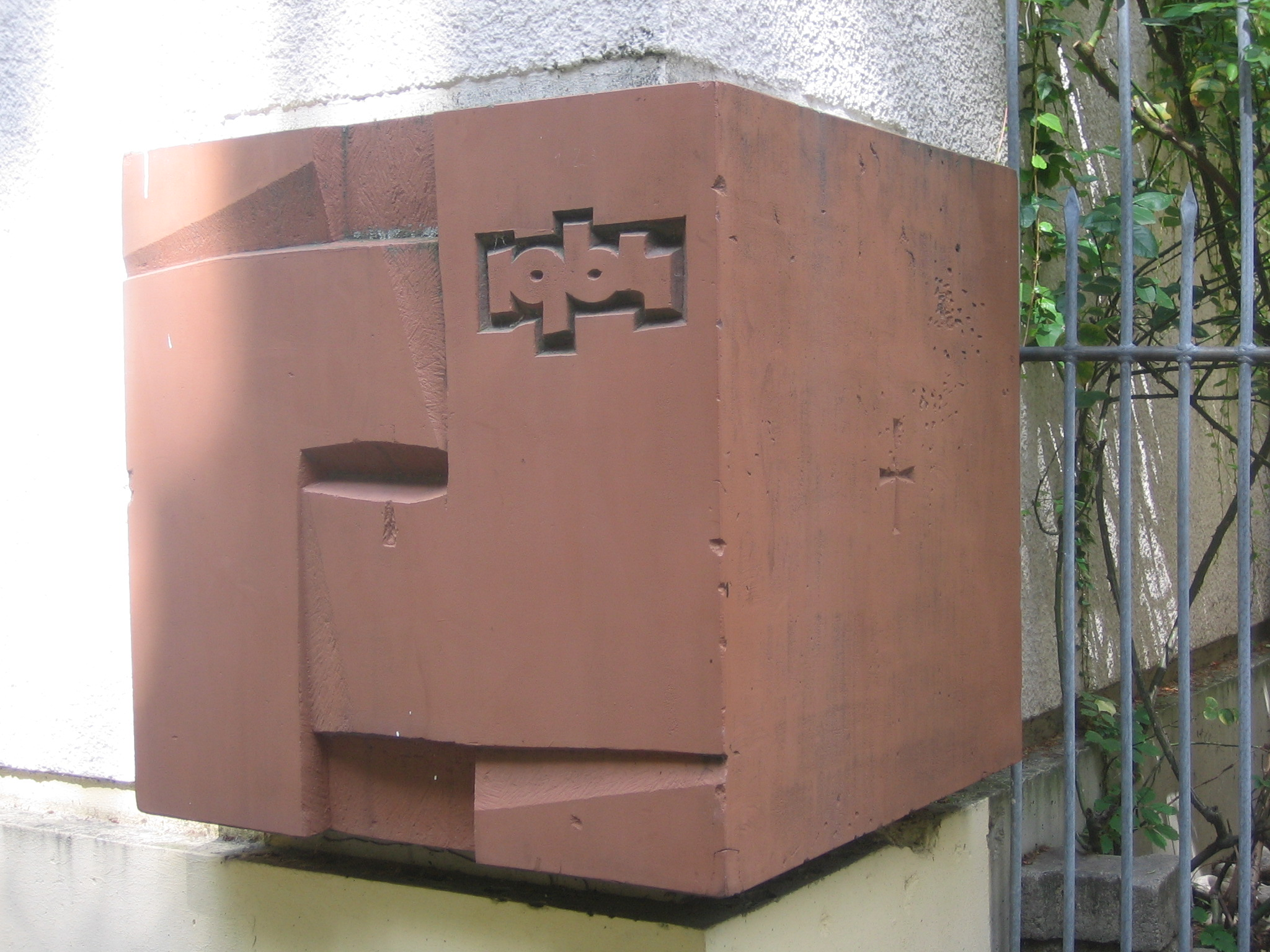
Бросающийся в глаза краеугольный камень на юго-восточном углу церковного здания Либфрауен в Майнце

Согласно Новому Завету, 26-й стих из этого псалма («благословен Грядущий во имя Господне!») цитировал народ, встречая Иисуса Христа при входе в Иерусалим (Мф. 21:9).
Кроме того, христиане считают, что этот псалом ясно предсказывает отвержение Иисуса Христа вождями еврейского народа, «камень, который отвергли строители, соделался Главою угла» (Пс. 117:22). В этом значении этот стих цитировал сам Христос, применяя образ камня к Самому Себе (Мф. 21:42).
Существует предположение, что в псалме идёт речь о строительстве Храма после вавилонского плена. Строители отвергли один из камней, но по воле Бога этот камень встал во главе угла.
Применяя этот образ к Себе, Христос, вероятно, имел в виду, что Бог-Отец соделал Его краеугольным камнем своего домостроительства. Несмотря на отвержение, этот камень — драгоценный, согласно 1Пет. 2:6. При этом согласно Посланию к Ефесянам, речь идёт о строительстве Церкви, «итак вы уже не чужие и не пришельцы, но сограждане святым и свои Богу, быв утверждены на основании Апостолов и пророков, имея Самого Иисуса Христа краеугольным камнем, на котором всё здание, слагаясь стройно, возрастает в святый храм в Господе, на котором и вы устрояетесь в жилище Божие Духом» (Еф. 2:19—22).
Вероятно, Иисус также предсказывал, что Царство Божье будет отобрано у еврейского народа и передано другим (Мф. 21:43), верующим в Него.
Особое значение обращению Христа к тексту 117-го псалма придаёт то обстоятельство, что этот псалом, вероятно, принадлежал к числу пасхальных.
Конец псалма также звучит прообразовательно-мессиански — молитва о спасении (стих 25), благословение «Грядущего во имя Господне» (стих 26), призыв вязать Жертву (под которым христиане подразумевают Христа) (стих 27) и финальное прославление Бога.
Согласно толкованию Уильяма МакДональда, в 117-м псалме описана будущая встреча второго пришествия Иисуса Христа. В Иерусалиме соберутся толпы, чтобы приветствовать долгожданного Мессию. Солист займёт своё место в Храме, а позади него встанет хор:
| Солист | Хор |
| --- | --- |
| Славьте Господа, ибо Он благ. | Ибо вовек милость Его. |
| Да скажет ныне дом Израилев. | Ибо вовек милость Его. |
| Да скажет ныне дом Ааронов. | Ибо вовек милость Его. |
| Да скажут ныне боящиеся Господа. | Ибо вовек милость Его. |
| Из тесноты воззвал я к Господу, и услышал меня, и на пространное место вывел меня Господь. Господь — за меня, не устрашусь, что сделает мне человек? Господь — мне помощник, буду смотреть на врагов моих. Лучше уповать на Господа, нежели надеяться на человека. Лучше уповать на Господа, нежели надеяться на князей. | |
| Все народы окружили меня. | Но именем Господним я низложил их. |
| Обступили меня, окружили меня. | Но именем Господним я низложил их. |
| Окружили меня, как пчёлы, и угасли, как огонь в терне. | Но именем Господним я низложил их. |
| Сильно толкнули меня, чтобы я упал, но Господь поддержал меня. Господь — сила моя и песнь. Он соделался моим спасением. Глас радости и спасения в жилищах праведников. | Десница Господня творит силу. Десница Господня — высока. Десница Господня творит силу. |
| Не умру, но буду жить и возвещать дела Господни. Строго наказал меня Господь, но смерти не предал меня. | |
| Отворите мне врата правды, войду в них, прославлю Господа. | Вот врата Господа, праведные войдут в них. |
| Славлю Тебя, что Ты услышал меня и соделался моим спасением. | Камень, который отвергли строители, соделался главою угла, это — от Господа, и есть дивно в очах наших. Сей день сотворил Господь, возрадуемся и возвеселимся в оный. О, Господи, спаси же, о, Господи, споспешествуй же. |
| Благословен грядущий во имя Господне. Благословляем вас из дома Господня. | Бог — Господь, и осиял нас. Вяжите вервями жертву, ведите к рогам жертвенника. |
| Ты — Бог мой, буду славить Тебя. Ты — Бог мой, буду превозносить Тебя. | |
| Славьте Господа, ибо Он благ. | Ибо вовек милость Его. |

### Иудейская традиция

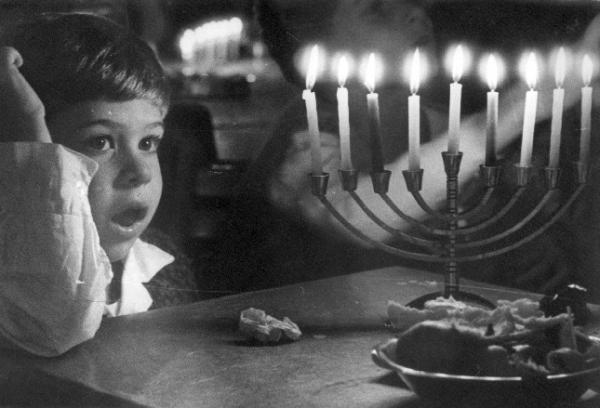
Еврейский мальчик и ханукия

אודך כי עניתני ותהי לי לישועה‬
אבן מאסו הבונים היתה לראש פנה‬
מאת יהוה היתה זאת היא נפלאת בעינינו‬
זה היום עשה יהוה נגילה ונשמחה בו‬
אנא יהוה הושיעה נא אנא יהוה הצליחה נא‬
ברוך הבא בשם יהוה ברכנוכם מבית יהוה‬
אל יהוה ויאר לנו אסרו חג בעבתים עד קרנות המזבח‬
אלי אתה ואודך אלהי ארוממך‬
הודו ליהוה כי טוב כי לעולם חסדו‬

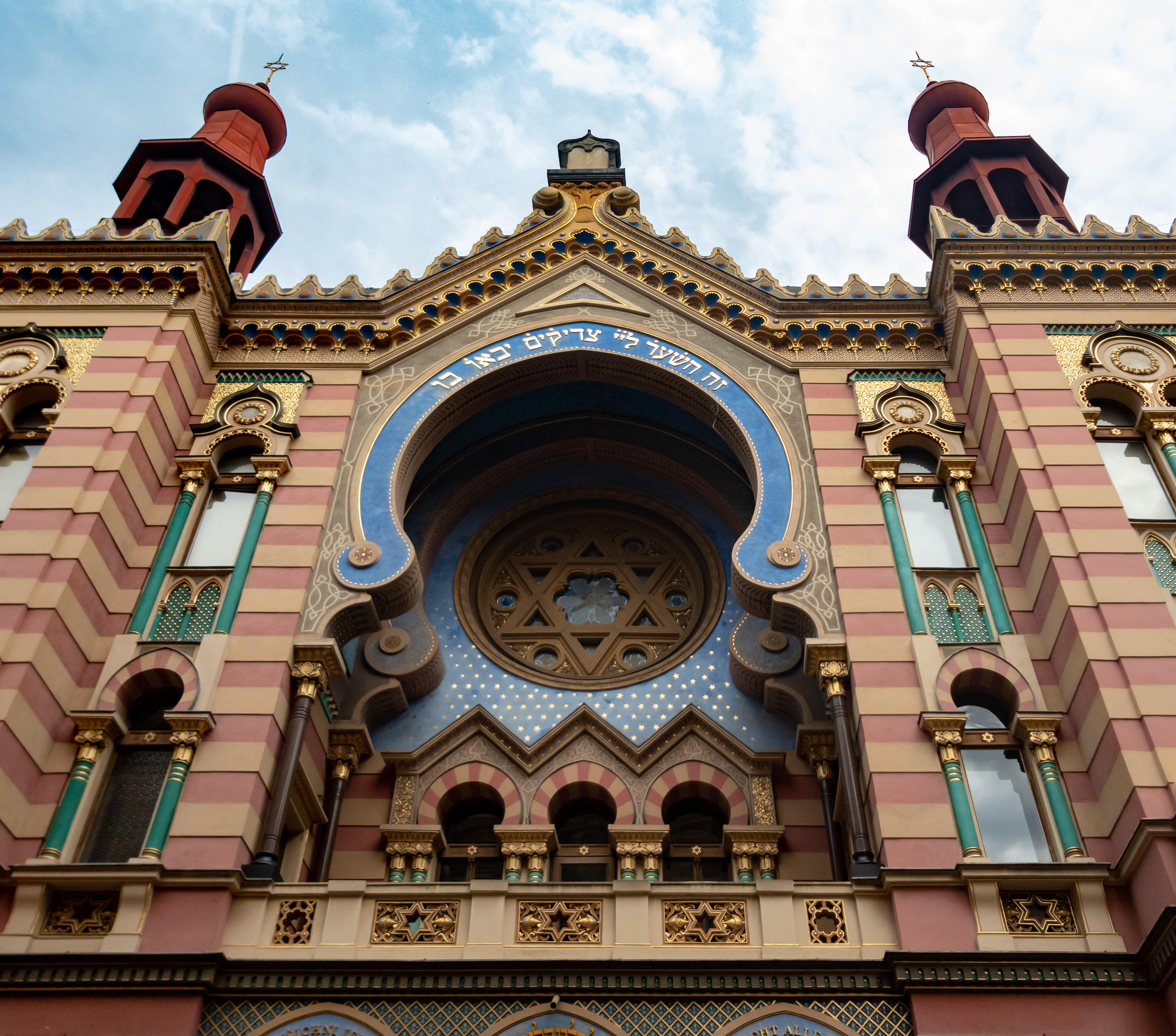
Фасад парадного входа пражской синагоги содержит цитату, однако Божие имя (יהוה) изменено на талмудическое написание (יי) с надстрочными точками над семью буквами стиха

Отрывок 117:21—29 выделяется из псалма особым симметричным строением, где в центре находится стих 117:25, который состоит из двух полустиший с равным количеством слов (четыре и четыре) и равным количеством букв в словах (пятнадцать и пятнадцать). Этому стиху предшествует группа из четырёх стихов (117:21—24), которая начинается словом «славлю» (стих 21), а последующая группа из четырёх стихов (117:26—29) также оканчивается словом «славьте» (стих 29). Строение отрывка по форме напоминает восьмисвечник праздника Ханука со служебной свечой в центре и половинами восьмисвечника из четырёх свечей по сторонам. Восьмисвечник зажигают все восемь дней Хануки, на протяжении которой поют 117-й псалом.
Вероятно, составление 117-го псалма относится ко времени освобождения от сирийского гнёта, в память чего установлен полупраздник Ханука с чтением Галеля. Содержание последнего вполне соответствует этому событию, например, трижды повторяемое «я низложил их» (Пс. 117:10—12) и «строго наказал меня Господь» (Пс. 117:18) указывает на кровавую войну, успех которой сначала склонялся, по-видимому, не на сторону евреев; слова «отворите мне врата правды» (Пс. 117:19) также намекают на восстановление Храма. Стихи 113:9—26, будучи направлены против языческих богов, выражают при этом желание, чтобы и их почитатели были посрамлены, подобно им, а 116-й псалом вкратце выражает чувства признательности за испытанное освобождение, и триумфальной песнью по поводу необычайной победы звучат слова «глас радости и спасения в жилищах праведников: десница Господня творит силу! Десница Господня высока, десница Господня творит силу» (Пс. 117:15, 16). На сверхъестественное избавление от перенесённого унижения указывают также слова «я изнемог, и Он помог мне» (Пс. 114:6). Всё это в совокупности подтверждает предположение, что псалмы Галеля написаны специально для праздника Ханука, в продолжение восьми дней которого Галель читают целиком и поныне.
В Таргуме стихам 117-го псалма придано аггадическое толкование. Например, стих 117:25 «молим Тебя, Господи, сейчас! — сказали каменщики. Молим Тебя, Господи, дай же нам процветание сейчас! — сказали Иессей и жена его».
В синагоге на праздничном богослужении Галель (в который входит 117-й псалом) поёт вся община антифонно, ведущий молитву произносит стих, а община повторяет за ним. Если после каждого, произнесённого ведущим стиха 112-го псалма, община произносит слово «аллилуйя», то после стихов 117-го псалма община повторяет их, при произнесении начальных четырёх стихов, община поёт первый стих «славьте Господа, ибо Он благ, ибо вовек милость Его», 25-й стих псалма разбит на полустишия, община повторяет четыре стиха до 25-го стиха, и четыре после. Повторение стихов призвано подчеркнуть торжественный характер праздничной молитвы и единение общины.
| Ведущий | Община                                                                         |
| --- | ------------------------------------------------------------------------------ |
| Славьте Господа, ибо Он благ, ибо вовек милость Его. | Славьте Господа, ибо Он благ, ибо вовек милость Его.                           |
| Да скажет ныне [дом] Израилев: ибо вовек милость Его. | Славьте Господа, ибо Он благ, ибо вовек милость Его.                           |
| Да скажет ныне дом Ааронов: ибо вовек милость Его. | Славьте Господа, ибо Он благ, ибо вовек милость Его.                           |
| Да скажут ныне боящиеся Господа: ибо вовек милость Его. | Славьте Господа, ибо Он благ, ибо вовек милость Его.                           |
| Из тесноты воззвал я к Господу, и услышал меня, и на пространное место вывел меня Господь. Господь — за меня, не устрашусь, что сделает мне человек? Господь — мне помощник, буду смотреть на врагов моих. Лучше уповать на Господа, нежели надеяться на человека. Лучше уповать на Господа, нежели надеяться на князей. Все народы окружили меня, но именем Господним я низложил их. Обступили меня, окружили меня, но именем Господним я низложил их. Окружили меня, как пчёлы, и угасли, как огонь в терне, именем Господним я низложил их. Сильно толкнули меня, чтобы я упал, но Господь поддержал меня. Господь — сила моя и песнь, Он соделался моим спасением. Глас радости и спасения в жилищах праведников: Десница Господня творит силу. Десница Господня высока. Десница Господня творит силу. Не умру, но буду жить и возвещать дела Господни. Строго наказал меня Господь, но смерти не предал меня. Отворите мне врата правды, войду в них, прославлю Господа. Вот врата Господа, праведные войдут в них. |                                                                                |
| Славлю Тебя, что Ты услышал меня и соделался моим спасением. | Славлю Тебя, что Ты услышал меня и соделался моим спасением.                   |
| Камень, который отвергли строители, соделался главою угла. | Камень, который отвергли строители, соделался главою угла.                     |
| Это — от Господа, и есть дивно в очах наших. | Это — от Господа, и есть дивно в очах наших.                                   |
| Сей день сотворил Господь, возрадуемся и возвеселимся в оный. | Сей день сотворил Господь, возрадуемся и возвеселимся в оный.                  |
| О, Господи, спаси же. | О, Господи, спаси же.                                                          |
| О, Господи, споспешествуй же. | О, Господи, споспешествуй же.                                                  |
| Благословен грядущий во имя Господне. Благословляем вас из дома Господня. | Благословен грядущий во имя Господне. Благословляем вас из дома Господня.      |
| Бог — Господь, и осиял нас, вяжите вервями жертву, ведите к рогам жертвенника. | Бог — Господь, и осиял нас, вяжите вервями жертву, ведите к рогам жертвенника. |
| Ты — Бог мой, буду славить Тебя. Ты — Бог мой, буду превозносить Тебя. | Ты — Бог мой, буду славить Тебя. Ты — Бог мой, буду превозносить Тебя.         |
| Славьте Господа, ибо Он благ, ибо вовек милость Его. | Славьте Господа, ибо Он благ, ибо вовек милость Его.                           |

## Богослужебное использование
Православие
Полностью 117-й псалом поют в молебне при благодарении о всяком благодеянии Божием после начальных молитв, в 7-ю субботу на утрени после Пасхи, в седмицы Великого поста, в праздник Благовещения Пресвятой Богородицы. Отдельные стихи псалма поют по разным случаям.
Католицизм
По уставу святого Бенедикта, 117-й псалом пели в составе лаудов в воскресенье.
Иудаизм
117-й псалом является частью Галеля, который поют в общине по праздникам и в усечённом виде по новомесячьям.
117:1, 29 «славьте Господа, ибо Он благ, ибо вовек милость Его» в начале и конце псалма — более древняя часть. Стих этот известен был не только в эпоху Ездры, но уже во дни Иеремии этот стих свободно произносили все, даже лица, не владевшие древнееврейским языком. Отсюда сохранившийся при публичном иудейском богослужении и по cиe время обычай, в силу которого стих повторяется общиной после провозглашения ведущим молитву первых четырёх стихов 117-го псалма.
117:24 «сей день сотворил Господь: возрадуемся и возвеселимся в оный!» использован в еврейской песне Хава нагила («давай возрадуемся»).
117:25 «о, Господи, спаси же! О, Господи, споспешествуй же!» — отдельная иудейская молитва «Ана адонай». В праздник Суккот при пении этого стиха совершают установленные движения пальмовой ветвью (лулавом) вправо и влево, вперёд и назад, вверх и вниз.
Протестантизм
117:29 «славьте Господа, ибо Он благ, ибо вовек милость Его» произносят в затрапезной молитве.

## Рецепция
Литература
| Восхвалите Господа, яко благ вовеки, яко милость есть Его на вся человеки. Да речет: дом Иаковль, яко благ вовеки, яко милость Его есть на вся человеки. Да речет: дом Ааронь, яко благ вовеки, яко милость Его есть на вся человеки. Всяк бояйся Бога, рцы: яко благ вовеки, яко милость Его есть на вся человеки. От скорби призвах Бога, Он глас мой внушил есть, обладание мое пространно явил есть. Господь ми помощник есть и не убоюся, что ми смертный сотворит, никако страшуся. Господь Бог ми помощник, презрю враги моя, укрепит мя десница, Господи мой, Твоя. Благо есть на Господа Бога уповати, неже в людех надежду свою полагати. Благо есть на Господа Бога уповати, неже в князех надежду свою полагати. Симеон Полоцкий, «Псалтирь рифмотворная», 1678 | Всѣ славьте Го́спода; Онъ Благъ, Его и Милость бесконечна: Да рцетъ Ізраильскъ Домъ: есть Вѣчна Господня Милость, Самъ Онъ Драгъ: Да рцетъ Аро́нь Домъ: Благосерденъ, И въ вѣкъ Господь есть Милосерденъ. Господня въ коихъ-е́сть боязнь, Да отъ сердецъ всѣ возвѣщаютъ, И каждому то да собщаютъ, Что-Онъ-есть-Бла́гость и Прiязнь, Что-Си́ленъ, Праведенъ, Беззлобенъ, И что-во-вѣкъ Благоутробенъ. Я при́звалъ Го́спода въ печаль; Онъ слухомъ все мое внялъ странство, И Самъ извелъ меня въ пространство: Господь мнѣ по́мощь; страхъ весь въ даль: Что-мо́жетъ человѣкъ? не знаю: Онъ мой; враговъ узрю́ въ злѣ стаю. На Бога лучше уповать, Что-Бла́го то изъ са́мыхъ главныхъ; А нежель на Князей толь славныхъ Въ надеждѣ слѣпо пребывать! Всѣ окружили мя народы: Но я самихъ привелъ въ безгоды. Я Господемъ проти́въ сталъ ихъ; Они обшедши окружили, И погубить мя положили; Но оныхъ я разбилъ самихъ: Противился я всѣмъ имъ съ Богомъ, Нань въ упованiи бывъ многомъ. Какъ-пче́лы окружили сотъ, Какъ-те́рнiй огнь воспламенились; Толь на меня остервѣнились! Но я разбилъ скопъ въ ча́сти тотъ: Противился имъ Богомъ мощнымъ, И Именемъ Его помощнымъ. Ты, врагъ, меня́-было сломилъ, Едва я пасть не превратился; Но всуе Ты успѣхомъ льстился: Господь подъявъ не посрамилъ: Моя́ Онъ Крѣпость, Пѣснь, и Слава, Затѣмъ и былъ Онъ мнѣ Избава. Гласъ радости, Гласъ торжества, Гремитъ въ шатрахъ у справедливыхъ: Десница Вышня на бранливыхъ! Десница Силъ сего родства́! Его Десница побѣдила! Она мя взнесть благоволила! Я не умру, но буду живъ, И возвѣщу дѣла́ Господни, Что-вы́спренни, что-преиспо́дни Мѣста́ являютъ разложивъ: Казнилъ мя Богъ чрезъ многи му́ки; Однакъ не предалъ смерти въ ру́ки. Отверзите дверь Правды мнѣ, Да вшедъ внутрь тамъ прославлю Бога, Его ко мнѣ есть милость многа: Сiя Господня дверь въ стѣнѣ; Въ храмъ праведныи входятъ ею, Предстать въ хвалахъ предъ Судiею. Тя, Боже мой, прославлю я; Ты мя услышать соизволилъ, Ты всячески мя удоволилъ, И былъ Избава вся моя́: Тобой спасенiе мнѣ стало, А бѣдствiе вконецъ пропало. Тотъ камень, кой-пренебреже́нъ, Отъ зиждущихъ какъ-не-приго́дный, Ужъ нынѣ сталъ весьма угодный, И главнымъ углу положе́нъ: Господними есть то судьбами, Что-дивенъ оный зрится нами. Сей день, Господь Его созда́лъ! Въ немЪ радостiю убѣли́мся; И свѣтло всѣ возвеселимся, На то онъ са́мое насталъ: О! Господи, спаси насъ нынѣ, О! Боже, дай быть въ благостынѣ. Въ Господне Имя кой-гряде́тъ, Да будетъ Онъ благословенный; Господнимъ Домомъ покровенный Прославленъ есть, и не падетъ: Чтобъ всякъ изъ смертныхъ оживился, Намъ Крѣпкiй Богъ, Господь явился. Составьте велiй Празникъ днесь, Священнымъ строемъ всѣ идите, Въ даръ жертву къ Олтарю ведите, Да та за родъ пожре́тся весь: Ты Богъ мой, я Тебя прославлю, Ты Богъ, всехъ выше Тя поставлю. Тебя, мой Боже, вознесу, Услышалъ Ты меня гласяща, И Благости Твоей просяща; Затѣмъ хвалу Тебѣ несу: Богъ Благъ, прославьте все Превѣчна, Его есть Милость бесконечна. В. К. Тредиаковский, 1753 | Отверзите во храмъ мнѣ господа врата; Да вниду божеству я въ нихъ благодарити! Священны вереи, дорога къ нимъ свята. Въ нихъ шедши должны ли бездѣльствіе творити? Не вниди въ нихъ тотъ мужъ, чья совѣсть отнята! Се день, въ который насъ Господь благословляетъ, Избранный свой народъ собою прославляетъ. Блаженны люди тѣ, Которы не хотятъ быть жертвой суетѣ, Во добродѣтели не движны пребываютъ, И помнятъ только то, Что весь сей миръ ничто, Уставы правды чтутъ на Бога уповаютъ. А. П. Сумароков, 1787 |